# بوکینگ.کام
'بوکینگ'.کام (انگلیسی: Booking.com) شرکت گردشگری هلندی است، که در سال ۱۹۹۶ تأسیس شد. فعالیت اصلی این شرکت در زمینه رزرو آنلاین هتل و اقامتگاه است.